# 莱西讷
莱西讷（法語發音：[lɛsin] ⓘ，荷蘭語發音：[ˈlɛsə(n)] ⓘ）是比利时瓦隆大区埃諾省阿特区的一座城市，位于埃诺、东佛兰德、弗拉芒布拉班特三省交界处，通行法语，是比利时法语社群的一部分，面积72.29平方千米，人口18,552人（2018年1月1日）。

## 人物
- 雷內·馬格利特